# Colostygia jurassica
Colostygia jurassica là một loài bướm đêm trong họ Geometridae.